# إيفيلين يونغ
إيفيلين يونغ (بالإنجليزية: Evelyn Young)‏ هي ممثلة أمريكية، ولدت في 17 نوفمبر 1915 في الولايات المتحدة، وتوفيت بنفس المكان في 14 فبراير 1983.

## وصلات خارجية
- إيفيلين يونغ على موقع IMDb (الإنجليزية)
- إيفيلين يونغ على موقع أول موفي (الإنجليزية)
- إيفيلين يونغ على موقع قاعدة بيانات الفيلم (الإنجليزية)
- إيفيلين يونغ على موقع كينوبويسك (الروسية)